# Ringo (álbum)
Ringo é o terceiro álbum de estúdio do músico britânico Ringo Starr, lançado em novembro de 1973 pela gravadora Apple. Alcançou a 7.ª posição na parada de álbuns britânica e a 2.ª posição na Billboard 200, sendo certificado como platina pela Associação Americana da Indústria de Gravação (RIAA). No Canadá, alcançou o primeiro lugar na parada nacional de álbuns da RPM.
O álbum é conhecido pela participação de todos os quatro ex-Beatles e dos inúmeros convidados, algo que se tornaria uma assinatura de Starr em muitos de seus álbuns e turnês subsequentes.

## Antecedentes
Ringo lançou dois álbuns de tributo a standards em 1970, Sentimental Journey e Beaucoups of Blues. Ele lançou os singles "It Don't Come Easy" em abril de 1971 e "Back Off Boogaloo" em março do ano seguinte, ambos produzidos e coescritos com seu ex-companheiro dos Beatles, George Harrison. Ambos foram grandes sucessos, o que fez surgir a ideia da possível criação de dois álbuns para apoiá-los, mas Starr se recusou a seguir em frente, preferindo se concentrar na carreira de atuação. No início de 1973, Starr decidiu que era o momento certo para começar seu primeiro álbum solo de rock. Ele já havia trabalhado com o produtor Richard Perry, que arranjou uma das faixas de Sentimental Journey, e que produziria as sessões de Ringo.

## Produção

### Gravação
As sessões de gravação começaram em 5 de março de 1973 após a chegada de Ringo em Los Angeles no estúdio Sunset Sound. Starr mandou uma mensagem para seus amigos músicos para ajudá-lo em seu novo projeto e todos responderam positivamente. Participaram das sessões: Marc Bolan, quatro membros da The Band (com exceção de Richard Manuel), Billy Preston, Klaus Voormann, Nicky Hopkins, Harry Nilsson, Jim Keltner e James Booker. Além disso, John Lennon, Paul McCartney e George Harrison apareceram e compuseram material para o álbum.

"Photograph" foi escrita em 15 de maio de 1971, durante um feriado em um barco com sua esposa Maureen, Harrison e sua esposa Pattie, e Cilla Black. A canção foi gravada pela primeira vez no final de 1972 com Harrison como produtor, durante as sessões de seu álbum Living in the Material World. A música foi refeita cinco meses depois, produzida por Perry para aparecer em Ringo. Harrison e Mal Evans estavam dividindo um espaço em Los Angeles quando escreveram "You and Me (Babe)" depois que Evans pediu a Harrison para adicionar música a uma letra na qual ele estava trabalhando.

Bem desse jeito; sem planejamento. Os três ex-Beatles gravaram uma das canções de John. Todos na sala estavam simplesmente brilhando [...] é um brilho tão universal com os Beatles.

Richard Perry, relembrando as sessões de "I'm the Greatest"
Harrison apareceu nas sessões em 10 de março para ver que tipo de material Starr havia gravado até aquele momento, dizendo estar "impressionado com o que você [Ringo] fez", e voltando dois dias depois para fazer vocais de apoio. John Lennon e Harrison aparecem juntos com Starr em "I'm the Greatest", escrita por Lennon, gravada em 13 de março. Dez takes da música foram gravadas em uma sessão de aproximadamente 18 minutos. Tanto Lennon quanto Harrison estavam em Los Angeles para tratar de negócios com a gravadora Capitol. Lennon voltou a Nova Iorque no dia seguinte.
Também gravada durante este mês foi "Have You Seen My Baby?" de Randy Newman. A gravação possui guitarras de Bolan, adicionadas no estúdio A&M. Esta formação durou até 27 de março. No dia seguinte, Starr e Perry viajaram para a Inglaterra. Mais trabalhos nas faixas foram feitos nos estúdios Burbank, Sound Lab e Producers' Workshop. Em 16 de abril, Starr foi ao estúdio da Apple em Londres para gravar "Six O'Clock" com Paul McCartney e sua esposa Linda, já que McCartney não pôde entrar nos Estados Unidos devido a prisões por drogas. Paul toca sintetizador e piano, e fez os vocais de apoio da faixa.
Após terminar "Six O'Clock", Starr pediu a seu motorista que comprasse alguns sapatos que Starr usaria para sapatear em "Step Lightly". Ele então gravou "You're Sixteen" e "Step Lightly" com Nilsson; McCartney também aparece imitando um kazoo em "You're Sixteen". Esta segunda parte das sessões durou até 30 de abril, e overdubs foram adicionados no Sunset Sound ao longo de julho, onde também o álbum foi mixado em 24 de julho.

## Lançamento
| Críticas profissionais         | Críticas profissionais |
| Avaliações da crítica          | Avaliações da crítica  |
| Fonte                          | Avaliação              |
| ------------------------------ | ---------------------- |
| AllMusic                       | [ 1 ]                  |
| Christgau's Record Guide       | B−                     |
| Encyclopedia of Popular Music  | [ 16 ]                 |
| The Essential Rock Discography | 7/10                   |
| MusicHound                     | 3.5/5                  |
| Music Story                    | [ 19 ]                 |
| Q                              | [ 20 ]                 |
| Record Collector               | [ 21 ]                 |
| The Rolling Stone Album Guide  | [ 22 ]                 |

De acordo com uma reportagem da revista Billboard no final de setembro de 1973, o lançamento de Ringo foi adiado enquanto o trabalho estava sendo concluído na capa do álbum. Em 24 de setembro, "Photograph" foi lançado como o primeiro single do álbum nos Estados Unidos, com seu lado B "Down and Out". Starr filmou um videoclipe para a música em Tittenhurst Park, embora a única exibição desta gravação tenha sido em um único episódio do programa musical Top of the Pops da BBC, já perdido. O single foi lançado um mês depois no Reino Unido, em 19 de outubro.
Ringo foi lançado pela gravadora Apple em 2 de novembro nos Estados Unidos e em 9 de novembro no Reino Unido. Ajudado pelo sucesso internacional de "Photograph" e pelos rumores sobre os ex-Beatles trabalhando juntos no mesmo projeto, o álbum alcançou o primeiro lugar no Canadá, o sétimo no Reino Unido e o segundo na parada Billboard 200 dos Estados Unidos, tomando a primeira posição de Goodbye Yellow Brick Road de Elton John. O álbum foi certificado como ouro nos Estados Unidos em 8 de novembro, e na Grã-Bretanha um mês após seu lançamento lá. Ringo foi muito bem recebido pela crítica. Loraine Alterman, do New York Times, descreveu-o como um "nocaute instantâneo", "um álbum sensacional". Em sua crítica para a Rolling Stone, Ben Gerson disse que, por um lado, a faceta artística limitada de Starr e a abundância de estrelas convidadas tornaram o álbum "divagante e inconsistente", mas em termos de "atmosfera", "Ringo é o álbum de maior sucesso de um ex-Beatle. Não é polêmico e abrasivo como o de Lennon, duro e auto piedoso como o de Harrison, ou precioso e frágil como o de McCartney, mas equilibrado, arejado e amável."
"You're Sixteen" foi lançada como o segundo single do álbum, com seu lado B "Devil Woman", nos Estados Unidos em 3 de dezembro. No final de dezembro, no dia 28, "Photograph" ganhou ouro nos Estados Unidos. "You're Sixteen" adquiriu o status de ouro nos Estados Unidos em 31 de janeiro de 1974 e foi lançado no Reino Unido em 8 de fevereiro, alcançando a quarta posição. Nos Estados Unidos, os singles "Photograph" e "You're Sixteen" alcançaram o primeiro lugar. Em 18 de fevereiro, "Oh My My" foi lançada como single apenas nos Estados Unidos, com seu lado B "Step Lightly". Depois que os singles se tornaram sucessos, Lennon enviou a Starr um telegrama: "Parabéns. Como você ousa? E, por favor, escreva-me um hit."

## Relançamento
Quando Ringo foi relançado em formato CD, as faixas bônus incluíram todos os três singles: "It Don't Come Easy" e seu lado B "Early 1970", bem como o lado B de "Photograph", "Down and Out". A versão mais longa de "Six O'Clock" curiosamente não foi adicionada como faixa bônus ao relançamento deste álbum, mas sim ao relançamento de Goodnight Vienna.

## Faixas
| Lado A |                                            |                                  |         |  |
| N.º    | Título                                     | Compositor(es)                   | Duração |  |
| 1.     | "I'm the Greatest"                         | John Lennon                      | 3:21    |  |
| 2.     | "Have You Seen My Baby"                    | Randy Newman                     | 3:44    |  |
| 3.     | "Photograph"                               | Richard Starkey, George Harrison | 3:56    |  |
| 4.     | "Sunshine Life for Me (Sail Away Raymond)" | Harrison                         | 2:45    |  |
| 5.     | "You're Sixteen"                           | Bob Sherman, Dick Sherman        | 2:48    |  |

| Lado B |                     |                                 |         |  |
| N.º    | Título              | Compositor(es)                  | Duração |  |
| 1.     | "Oh My My"          | Starkey, Vini Poncia            | 4:16    |  |
| 2.     | "Step Lightly"      | Starkey                         | 3:15    |  |
| 3.     | "Six O'Clock"       | Paul McCartney, Linda McCartney | 4:06    |  |
| 4.     | "Devil Woman"       | Starkey, Poncia                 | 3:50    |  |
| 5.     | "You and Me (Babe)" | Harrison, Mal Evans             | 4:59    |  |

| Faixas bônus (Relançamento de 1991) |                      |            |         |  |
| N.º                                 | Título               | Compositor | Duração |  |
| 1.                                  | "It Don't Come Easy" | Starkey    | 3:02    |  |
| 2.                                  | "Early 1970"         | Starkey    | 2:20    |  |
| 3.                                  | "Six O'Clock"        | Starkey    | 3:04    |  |

## Ficha técnica
A numeração das faixas refere-se ao CD e lançamentos digitais do álbum.
- Ringo Starr – vocais principais, bateria, percussão (4)
- George Harrison – violão (1, 3, 4), guitarra (10), vocais de apoio (3, 4)
- Vini Poncia – violão (3, 10), guitarra (5), vocais de apoio (4, 6), percussão (8)
- Jimmy Calvert – violão (3, 7), guitarra (5, 6, 9)
- Robbie Robertson – guitarra (4)
- Steve Cropper – guitarra (7)
- Marc Bolan – guitarra (2)
- Klaus Voormann – baixo
- Paul McCartney – "kazoo" (5), piano (8), sintetizador (8), vocais de apoio (8)
- John Lennon – piano (1), vocais de apoio (1)
- Billy Preston – órgão (1, 6), piano (6)
- James Booker – piano (2)
- Nicky Hopkins – piano (3, 5, 10)
- Tom Hensley – piano (9)
- Garth Hudson – acordeão (4)
- Jim Keltner – bateria (2, 3, 5, 6, 9)
- Milt Holland – percussão (2, 9), marimba (10)
- Lon & Derrek Van Eaton – percussão (3)
- Tom Scott – trompas e arranjo (2, 6, 7, 9, 10)
- Chuck Findley – trompas (9)
- Bobby Keys – saxofone (3)
- Levon Helm – bandolim (4)
- Rick Danko – fiddle (4)
- David Bromberg – banjo (4), fiddle (4)
- Harry Nilsson – vocais de apoio (5)
- Martha Reeves – vocais de apoio (6)
- Merry Clayton – vocais de apoio (6)
- Linda McCartney – vocais de apoio (8)
- Richard Perry – produção, vocais de apoio (9)